# 片柳町 (栃木市)
片柳町（かたやなぎちょう）は、栃木県栃木市の町名。現行行政地名は片柳町一丁目から片柳町五丁目。郵便番号は328-0053。
　

## 地理
栃木市の中部、栃木地域栃木地区の西部に位置する。北で薗部町、東で富士見町・境町、南で大平町下皆川・大平町川連、西で平井町と隣接する。
北の薗部町との境界は栃木県道269号太平山公園線（女子高通り）、西の平井町との境界は永野川となる。西部を南北に栃木県道309号栃木環状線（栃木バイパス）が通過し、片柳跨線橋でJR両毛線を跨ぐ。また、片柳四丁目交差点より栃木駅方面へ農業会館通りを分岐する。これら二路線の沿線には商業施設の集積が見られる。二丁目には栃木市立栃木西中学校、五丁目には栃木県立栃木商業高等学校がある。土地区画整理事業の行われた二丁目南部では新興住宅地が広がりを見せ、人口・世帯数ともに増加傾向にある。

### 河川
- 永野川

### 地価
住宅地の地価は、2014年（平成26年）1月1日に公表された公示地価によれば、片柳町2-53-6の地点で42,000円/m2となっている。栃木市内で最も地価が高い。

## 歴史

### 沿革
- 1889年（明治22年）4月1日 - 町村制施行により、下都賀郡栃木町が成立、栃木町大字片柳となる。
- 1937年（昭和12年）4月1日 - 栃木町が市制施行し栃木市となり、大字片柳より湊町・富士見町・境町・河合町・薗部町を分離し、栃木市片柳町となる。
- 1970年（昭和45年） - 一丁目から五丁目を設置する。

## 世帯数と人口
2017年（平成29年）8月31日現在の世帯数と人口は以下の通りである。
| 丁目         | 世帯数    | 人口    |
| ------------ | --------- | ------- |
| 片柳町一丁目 | 822世帯   | 1,869人 |
| 片柳町二丁目 | 686世帯   | 1,566人 |
| 片柳町三丁目 | 44世帯    | 107人   |
| 片柳町四丁目 | 251世帯   | 567人   |
| 片柳町五丁目 | 242世帯   | 585人   |
| 計           | 2,045世帯 | 4,694人 |

### 人口の変遷
総数 [戸数または世帯数：  、人口：  ]
| 1891年（明治24年） | 402世帯 2,080人   |
| 1982年（昭和57年） | 1,406世帯 4,635人 |
| 2012年（平成24年） | 1,919世帯 4,709人 |
| 2017年（平成29年） | 2,035世帯 4,697人 |

## 交通

### バス
関東自動車（関東バス）
- 國學院線（栃木駅 - 倭町・片柳 - 國學院）
  - （倭町経由）栃木女子高校前 - 栃木商業高校前 - 第五小学校前 - 二杉神社前
  - （片柳経由）片柳一丁目 - 片柳五丁目 - 二杉神社前

ふれあいバス
- 市街地循環線（栃木駅 - 倭町 - 嘉右衛門町 - 新栃木駅 - 本町 - 栃木駅）
- 市街地北部循環線（栃木駅 - 倭町 - 新栃木駅 - 箱森 - 大町 - 薗部 - 栃木駅）
- 大宮国府線（栃木駅 - 倭町 - 新栃木駅 - 平柳 - 今泉 - 大宮 - 国府 - 惣社）
- 金崎線（栃木駅 - 倭町 - 新栃木駅 - 大町 - 合戦場 - 家中 - 金崎 - 本城）
  - 法務局入口 - 女子高入口
- 真名子線（栃木駅 - 片柳 - 倭町 - 新栃木駅 - 大町 - 大橋 - 深沢 - 大柿 - 真名子）
  - 栃木商工会議所前 - 高田産婦人科西 - 栃木商業高校東 - 青木眼科医院前 - 栃木女子高校前
- 寺尾線（片柳 - 栃木駅 - 倭町 - 箱森 - 大森 - 尻内 - 梅沢 - 鍋山 - 星野・出流）
  - 栃木女子高校前 - 青木眼科医院前 - 栃木商業高校前 - 栃木西中学校前 - 栃木商工会議所前
- 皆川樋ノ口線（樋ノ口 - 城内 - 栃木駅 - 倭町 - 薗部 - 泉川 - 皆川城内 - 柏倉）
  - 栃木女子高校前 - 青木眼科医院前
- 部屋線（栃木駅 - 倭町 - 片柳 - 川連 - 富田 - 水代 - 蛭沼 - 部屋）
  - 栃木女子高校前 - 青木眼科医院前 - 栃木商業高校前 - 天海整形外科南

### 道路
- 栃木県道269号太平山公園線（女子高通り）
- 栃木県道309号栃木環状線（栃木バイパス）

## 施設
- 宇都宮地方法務局栃木支局
- 栃木県立栃木商業高等学校
- 栃木市立栃木西中学校
- 國學院大學栃木学園ニ杉幼稚園
- 栃木自動車教習所
- 栃木片柳郵便局
- 栃木銀行栃木西支店
- 足利銀行栃木支店片柳出張所
- 栃木信用金庫西支店
- ニ杉神社

## 小・中学校の学区
市立小・中学校に通う場合、学区は以下の通りとなる。
| 丁目  | 番地 | 小学校                 | 中学校               |
| ----- | ---- | ---------------------- | -------------------- |
| 1丁目 | 全域 | 栃木市立栃木第五小学校 | 栃木市立栃木西中学校 |
| 1丁目 | 全域 | 栃木市立栃木第五小学校 | 栃木市立栃木西中学校 |
| 3丁目 | 全域 | 栃木市立栃木第五小学校 | 栃木市立栃木西中学校 |
| 4丁目 | 全域 | 栃木市立栃木第五小学校 | 栃木市立栃木西中学校 |
| 5丁目 | 全域 | 栃木市立栃木第五小学校 | 栃木市立栃木西中学校 |